# Пачука, Хосе
Хосе Родриго Пачука Мартинес (исп. José Rodrigo Pachuca Martínez; род. 24 июля 2005, Акапулько-де-Хуарес, Герреро) — мексиканский футболист, защитник клуба «Пуэбла».

## Клубная карьера
Пачука — воспитанник клуба «Пуэбла».

## Международная карьера
В 2024 году в составе молодёжной сборной Мексики Пачука выиграл домашний молодёжный Кубок КОНКАКАФ. На турнире он сыграл в матчах против команд Гаити, Панамы, Коста-Рики и США.

## Достижения
Международные
 Мексика (до 20)
- Победитель молодёжного чемпионата КОНКАКАФ — 2024